# سيرغي ميخائيلوفيتش بوتشكوف
سيرغي ميخائيلوفيتش بوتشكوف (بالأوكرانية: Пучков Сергій Михайлович)‏ هو لاعب كرة قدم أوكراني وروسي في مركزي الدفاع والوسط، ولد في 12 يناير 1985 في موسكو في روسيا. لعب مع FC Dynamo-3 Kyiv ‏.

## وصلات خارجية
- سيرغي ميخائيلوفيتش بوتشكوف على موقع اتحاد أوكرانيا (الإنجليزية)
- سيرغي ميخائيلوفيتش بوتشكوف على موقع Soccerway.com (الإنجليزية)